# Доместики
Доме́стики (лат. domestici) — охоронна варта римських імператорів. З'явилась за правління імператора Костянтина I Великого і разом із протекторами та схолами замінила преторіанську гвардію. Керував доместиками приміцерій, або коміт, у якого було звання Comes vir illustris і який мав у підпорядкуванні начальника кінноти (Comes domesticorum Equitum) і начальник піхоти (Comes domesticorum Peditum). За правління Юстиніана I кількість доместиків сягала до 5000 осіб.

## Відомі доместики
- Амміан Марцеллін
- Констанцій I Хлор
- Діоклетіан
- Йовіан
- Магненцій
- Максиміан II Дая
- Флавій Зенон